# Cố Quốc Nhưỡng Vương
Cố Quốc Nhưỡng Vương (mất 391, trị vì 384–391) là vị quốc vương thứ 18 của Cao Câu Ly. Dưới thời trị vì của ông, sự cân bằng quyền lực trong Tam Quốc Triều Tiên bắt đầu thay đổi với việc Cao Câu Ly tấn công Bách Tế và liên minh với Tân La.
Ông là vương tử của vị quốc vương Cao Câu Ly tứ 16, tức Cố Quốc Nguyên Vương, người đã bị giết trong cuộc tấn công thành Bình Nhưỡng của quốc vương Bách Tế là Cận Tiếu Cổ Vương. Cố Quốc Nhưỡng Vương cũng là đệ của vị quốc vương Cao Câu Ly thứ 17 là Tiểu Thú Lâm Vương và là phụ thân của Quảng Khai Thổ Thái Vương. Cố Quốc Nhưỡng Vương bước lên ngai vàng sau khi Tiểu Thú Lâm Vương qua đời mà không có con trai nối ngôi.
Vào năm trị vì thứ hai của mình, Cố Quốc Nhưỡng Vương đã lệnh cho 40.000 lính tấn công nước Yên tại bán đảo Liêu Đông. Quân Cao Câu Ly chiếm được Liêu Đông và Huyền Thổ, bắt giữ được 10.000 tù binh.
Năm 386, vương tử Cao Đàm Đức, người về sau trở thành Quảng Khai Thổ Thái Vương, được phong làm thế tử kế vị.
Cao Câu Ly tấn công Bách Tế vào năm 386, và tiếp tục tấn công vào các năm 389 và 390. Vào mùa xuân năm 391, Cao Câu Ly ký một thỏa ước hữu nghị với Nại Vật ni sư kim của Tân La, cũng là một trong Tam Quốc Triều Tiên, và nhận cháu trai của Nại Vật, tức Kim Thực Thánh (Kim Sil-seong) làm con tim.
Ông dã đẩy mạnh việc tiếp nhận Nho giáo và Phật giáo, cho xây một ngôi chùa quốc gia và tu sửa các đền thờ tổ tiên. Ông mất vào năm trị vì thứ 8, tức tháng 1 âm lịch năm 391.